# تپه سلطان مشرق
تپه سلطان مشرق مربوط به سده‌های میانه دوران‌های تاریخی پس از اسلام است و در شهرستان سلسله، بخش مرکزی، دهستان قلعه مظفری، ۱۰۰ متری جنوب شرق روستای امیر علیا واقع شده و این اثر در تاریخ ۲۲ اسفند ۱۳۸۵ با شمارهٔ ثبت ۱۸۲۵۷ به‌عنوان یکی از آثار ملی ایران به ثبت رسیده است.